# Cristina Sanabria
Sanabria  Sánchez est un nom espagnol. Le premier nom de famille, en général paternel, est Sanabria ; le second, en général maternel, souvent omis, est Sánchez.
Ana Cristina Sanabria Sánchez, née le 2 mai 1990 à Zapatoca, dans le département de Santander, est une coureuse cycliste colombienne. Elle devient championne de Colombie du contre-la-montre en 2016, conserve son titre en 2017 et se l'octroie une troisième fois en 2020.

## Repères biographiques
Cristina Sanabria aborde le cyclisme par le VTT avant de se consacrer à la route.
En 2010, après s'être classée cinquième du contre-la-montre, Cristina Sanabria obtient sa première médaille dans des championnats de Colombie Élite. Elle termine deuxième derrière Viviana Velásquez de la course en ligne.
En mai de l'année suivante, Cristina est sélectionnée pour représenter son pays lors des championnats panaméricains de Medellín. 2011 la voit, également, remporter une course à étapes de niveau national, la II Clásica Nacional Femenina de Anapoima. Cependant, elle reste loin des médailles lors des championnats nationaux. En fin d'année, elle échoue à la quatrième place du Tour de Colombie, à douze secondes du podium.
En mars et en mai 2012, Sanabria est au Salvador puis au Venezuela, avec la sélection nationale colombienne, pour disputer des épreuves octroyant des points dans la course à la qualification aux Jeux olympiques,, sans toutefois se distinguer. Alors qu'en avril, elle s'était imposée au peloton national dans la III Vuelta a Cundinamarca Femenina, grâce à ses talents de grimpeuse. En novembre, elle participe aux XIX Juegos Deportivos Nacionales. En prenant part à l'échappée, elle obtient une médaille de bronze dans le course en ligne. Moins de dix jours plus tard, Sanabria termine sur le podium du Tour de Colombie, en échouant pour trente-huit secondes à la deuxième place.
En février et mars 2013, Cristina Sanabria fait partie de la sélection colombienne qui dispute les Tours du Costa Rica et du Salvador (ainsi que les épreuves d'encadrement). Bien que sous l'aval de la fédération cycliste nationale, les coureuses doivent supporter les coûts d'un tel voyage. Seule une réduction de 30 % sur l'uniforme leur est offert ainsi que le prêt d'un vélo de la marque Specialized. L'entreprise ESSA permet à la native de Zapatoca de partir pour l'Amérique centrale. Au Salvador, après une dixième place dans le Grand Prix de Oriente (en), Cristina termine cinquième du Tour national puis également, cinquième du Grand Prix GSB (en). Ses résultats lui permettent d'inscrire cinquante et un points au classement mondial. Seule sa participation au Tour de Colombie, au mois de novembre, se détache dans le second semestre. Elle finit quatrième à quelques secondes du podium tout en s'octroyant le classement de la montagne. Au mois de décembre, la formation biscayenne Bizkaia-Durango annonce la signature de Cristina Sanabria pour la saison suivante.
L'année 2014 la voit disputer des épreuves à l'étranger, sans résultats probants. Fin février le Tour du Costa Rica (en) et en septembre, le Tour de Toscane féminin-Mémorial Michela Fanini, où elle abandonne dès la première étape. En avril, lors des championnats nationaux, Sanabria termine à six secondes du podium du contre-la-montre et dans le peloton se disputant au sprint le titre de la course en ligne. Proche de la victoire les années précédentes sans toutefois avoir pu assujettir ses adversaires, cette fois, elle domine largement la dixième édition du Tour de Colombie féminin, au mois de novembre. Non contente de remporter les quatrième et cinquième étapes, elle s'impose avec plus de quatre minutes d'avance sur sa dauphine et s'adjuge en sus les classements par points et de la montagne. Ce triomphe clôt une saison qui avait mal commencé avec deux chutes lui ayant causé respectivement une luxation de l'épaule et une fracture de la clavicule.

### 2016: participation aux Jeux olympiques
Cristina Sanabria commence l'année 2016 en disputant, en Argentine, le Tour de San Luis. Ses prédispositions pour le contre-la-montre et la montagne lui permettent de terminer sixième de l'épreuve. Un mois plus tard, Cristina dispute les championnats de Colombie. Elle s'impose à ses adversaires sur l'épreuve chronométrée. Elle échoue à quatre secondes du podium, deux jours après, dans la course en ligne. En mai, elle déclare que son défi est d'intégrer une équipe comme la Lotto Soudal et de pouvoir participer au Giro Rosa. Elle arrive aux championnats panaméricains avec l'espoir d'une médaille dans le contre-la-montre et de décrocher le coupon olympique pour son pays dans la course en ligne. Elle termine deuxième derrière sa compatriote Serika Gulumá dans l'effort solitaire.
Vingt ans après les Jeux d'Atlanta et Maritza Corredor, une athlète colombienne peut disputer l'épreuve en ligne de cyclisme sur route. En raison des difficultés que présente le tracé de la compétition olympique et grâce à ses résultats acquis pendant la saison, Cristina Sanabria est choisie pour représenter son pays. Mais, le manque de confrontation avec le haut niveau ne lui permet pas de rivaliser avec les Européennes, Cristina termine quarantième. À la suite de la compétition, Sanabria réclame auprès de sa fédération nationale, pour elle et ses consœurs, la possibilité de concourir davantage en dehors des frontières de la Colombie. Avec l'appui des dirigeants et une préparation adéquate, elle est persuadée qu'une Colombienne pourrait obtenir une médaille aux prochains Jeux.
À la fin de l'été, Cristina Sanabria s'impose dans sa seconde course à étapes, de niveau national, de l'année, en remportant la Vuelta a Boyacá. Elle avait auparavant disputé les championnats de Colombie sur piste sans, toutefois, monter sur le podium.
Une année plus tard, elle réalise, enfin, son rêve d'intégrer le peloton international en étant enrôlé par la formation italienne Servetto Giusta. Fin juin, elle participe au Tour d'Italie avec l'objectif de le terminer et de remporter une étape. Elle a signé pour une période de trois mois avec la possibilité de signer un contrat de deux ans de plus.
En juin 2021, Cristina Sanabria s'attaque au record de l'heure sur le vélodrome de Duitama. Elle est accompagnée dans sa tentative par Rocío Parrado (en), directrice sportive de sa formation Colombia Tierra de Atletas - GW Bicicletas (es) et par son entraîneur et homme de confiance Jorge Tenjo. Elle réalise 42,123 kilomètres et s'octroie le record national.

## Palmarès sur route

### Par années
- 2012
  - 2e du Tour de Colombie
- 2014
  - Tour de Colombie :
    - Classement général
    - 4e et 5e étapes
- 2015
  - Tour de Colombie :
    - Classement général
    - 2e et 4e étapes
- 2016
  -  Médaillée d'argent du championnat panaméricain du contre-la-montre
- 2017
  - Tour de Colombie :
    - Classement général
    - Prologue, 3e et 5e étapes

  -  Médaillée d'argent du contre-la-montre des Jeux bolivariens
- 2018
  -  Médaillée d'or de la course en ligne aux Jeux sud-américains
  -  Médaillée d'or du contre-la-montre aux Jeux sud-américains
  - Tour de Colombie :
    - Classement général
    - 3e étape

  -  Médaillée d'argent du contre-la-montre aux Jeux d'Amérique centrale et des Caraïbes
  -  Médaillée de bronze du championnat panaméricain du contre-la-montre
- 2021
  - 2e de la Vuelta a Boyacá
- 2022
  -  Médaillée de bronze de la course en ligne des Jeux bolivariens
- 2023
  - Vuelta a Boyacá
  - 3e du championnat de Colombie du contre-la-montre
  - 3e du Tour de Colombie
- 2024
  - Vuelta a Boyacá

### Résultats sur les championnats

#### Jeux olympiques
- Rio 2016
  - 40e de la course en ligne

#### Championnats panaméricains
- Medellín 2011
  - 27e de la course en ligne[37]
- Táchira 2016
  -  Médaillée d'argent du contre-la-montre
  - 7e de la course en ligne[38]
- Saint-Domingue 2017
  - 4e du contre-la-montre[39]
  - 23e de la course en ligne[40]
- San Juan 2018
  -  Médaillée de bronze du contre-la-montre

#### Jeux d'Amérique centrale et des Caraïbes
- Barranquilla 2018
  -  Médaillée d'argent du contre-la-montre

#### Championnats de Colombie
| - 2009 - Dixième du contre-la-montre - 17e de la course en ligne - 2010 - Médaillée d'argent de la course en ligne - Cinquième du contre-la-montre - 2011 - Sixième du contre-la-montre - 15e de la course en ligne - 2012 - Médaillée de bronze de la course en ligne des XIX Juegos Deportivos Nacionales - Sixième du contre-la-montre des XIX Juegos Deportivos Nacionales - 2013 - Dixième de la course en ligne - 2014 - Cinquième du contre-la-montre - 16e de la course en ligne - 2015 - vainqueur du contre-la-montre des XX Juegos Deportivos Nacionales - Médaillée de bronze de la course en ligne des XX Juegos Deportivos Nacionales - 2016 - Championne de Colombie du contre-la-montre - Quatrième de la course en ligne - 2017 - Championne de Colombie du contre-la-montre - Huitième de la course en ligne | - 2019 - Médaillée d'argent du contre-la-montre - 19e de la course en ligne - 2020 - Championne de Colombie du contre-la-montre - Huitième de la course en ligne - 2021 - Médaillée d'argent du contre-la-montre - 11e de la course en ligne - 2022 - Quatrième du contre-la-montre - 19e de la course en ligne - 2023 - Médaillée de bronze du contre-la-montre - 13e de la course en ligne - 2024 - Médaillée de bronze du contre-la-montre - Dixième de la course en ligne - 2025 - Neuvième du contre-la-montre - 25e de la course en ligne |

## Palmarès sur piste

### Championnats de Colombie
- Medellín 2016
  -  Médaillée de bronze de la course aux points[63].
  -  Médaillée de bronze de l'omnium[64].